# Silvina Bullrich
Silvina Bullrich (Buenos Aires, 4 de octubre de 1915 - Ginebra, 2 de julio de 1990) fue una escritora, traductora, periodista y guionista de cine argentina. Autora de best-sellers, fue una de las tantas escritoras de la generación del cincuenta y sesenta (como Marta Lynch y Beatriz Guido) que gozó de una fama que declinó posteriormente, lo que generó que sus obras dejaran de ser leídas.

## Biografía
Se crio junto con su madre María Laura Meyrelles, hija del embajador de Portugal, y sus hermanas Laura y Marta en un ambiente privilegiado y de frecuentes viajes a París, donde su abuelo había sido diplomático. Tuvo acceso a la biblioteca de su padre y gozó del estímulo de una familia de intelectuales. Su padre, Rafael Bullrich, de ascendencia alemana y educado en París, fue un prestigioso cardiólogo y decano de la Facultad de Medicina en la Universidad de Buenos Aires. En sus memorias escribió: 

«Fui, en la infancia, terriblemente feliz. Nunca me gustaron las muñecas. Para mis cumpleaños me hacía regalar arcos, flechas, hachas, rifles, cañones, soldados de plomo y esa magnífica carpa de indios que era mi gran orgullo. De haber nacido cincuenta años después me hubieran llevado a un psicoanalista y hubieran creído que tenía tendencias lesbianas. Por fortuna, nací cuando a nadie se le ocurría pensar cómo iba a evolucionar una chica. A mis padres les causaba gracia mi disposición guerrera, y mi padre afirmaba: "Silvina es mi hijo varón".»

Hizo suya la cultura francesa gracias a Zola, Balzac, Flaubert, Corneille, Racine y fue una de las seguidoras de Simone de Beauvoir. Enseñó literatura francesa en la Universidad Nacional de La Plata. Tradujo numerosos libros del francés y escribió en esta lengua la obra de teatro Les Ombres. 
En 1945 trabajó junto a Jorge Luis Borges en una selección de textos que se llamó El compadrito. Fue muy amiga de Manuel Mujica Láinez, quien la llevó al círculo de Borges, Adolfo Bioy Casares, Estela Canto y otros escritores de la época.
En 1961 obtuvo el primer Premio Municipal por Un momento muy largo y El hechicero; y en 1972, consiguió el segundo Premio Nacional a la prosa imaginativa del trienio 1969-1971.
Durante años encabezó la lista de best sellers (Los burgueses, de la editorial Sudamericana, vendió 60.000 ejemplares). Sus libros fueron traducidos a varios idiomas. Tradujo obras de Graham Greene, Simone de Beauvoir, Béatrix Beck y Louis Jouvet, entre otros. 
Se casó con Arturo Palenque en 1933, con quien tuvo a su único hijo, Daniel. El gran amor de su vida fue Marcel Dupont, que enfermó de cáncer terminal y murió al poco tiempo. Su novela Los pasajeros del jardín está basada en ese episodio de su vida, siendo llevada al cine por Alejandro Doria con Graciela Borges y Rodolfo Ranni.
Vivió retirada en Punta del Este, donde escribió: 

«Cada vez me siento mejor en estas tierras y menos a gusto en el extranjero. Me duele demasiado que nos ignoren, que nos menosprecien, que nos juzguen, sin siquiera darnos la oportunidad de defendernos...Mi ciudad, sus casas, el cementerio de la Recoleta... Sobre todo esto está cimentada mi vida y mi obra. Por Buenos Aires y para Buenos Aires escribo mis memorias. Para toda la Argentina quizás...»

Falleció en Suiza en 1990, a los 74 años de edad, a causa de una enfermedad pulmonar.

## Obras
La crítica las divide en dos vertientes:

### Intimismo feminista
- Bodas de cristal (1951);
- Teléfono ocupado (1956);
- Mañana digo basta (1968)
- Te acordarás de Taormina (1975)

### Tema sociopolítico
- Los burgueses (1964);
- Los salvadores de la patria (1965);
- La creciente (1967);
- Será justicia (1976).

### Obras publicadas cronológicamente
- Variaciones (libro de poemas)
- Calles de Buenos Aires (su primera novela) (1938)
- Saloma (1940)
- La redoma del primer ángel (1943)
- La tercera versión (1944)
- Historia de un silencio (1949)
- George Sand (biografía) (1949)
- Bodas de Cristal (1951)
- Teléfono Ocupado (1956)
- Mientras los demás viven (1958)
- El hechicero (1961)
- Un momento muy largo (1961) (las tres últimas obras conformarán luego el libro Tres novelas)
- Los Burgueses (1964)
- Los salvadores de la patria (1965)
- Historias inmorales (1965)
- La creciente (1967)
- Los monstruos sagrados (1971 - las tres últimas conforman una trilogía)
- Carta a un joven cuentista (1968)
- Mañana digo basta (1968)
- Los despiadados (1968)
- La aventura interior (1969)
- Carta abierta a los hijos (1969, ensayo)
- Entre mis veinte y mis treinta años (1970)
- El calor humano (1970)
- El mundo que yo ví (1970, recopilación de artículos de viajes publicados en La Nación y otros medios a lo largo de su vida)
- Los pasajeros del jardín (1971)
- Mal don (1973)
- Su excelencia envió el informe (1974)
- Te acordarás de Taormina (1975)
- Reunión de directorio (1977)
- Mis memorias (1980)
- Novelas escogidas
- La Argentina contradictoria
- El hombre con historia
- Escándalo Bancario (1980)
- Después del escándalo (1981)
- La mujer postergada (1982)
- Será justicia
- Cuento cruel (1983)
- Más vida y gloria del Teatro Colón
- Flora Tristán, la visionaria (1982)
- A qué hora murió el enfermo (1984)
- La Bicicleta (1986)

Traducciones
- La Invitada (1949, Simone de Beauvoir)
- Los Mandarines (1954, Simone de Beauvoir)
- Memorias de una joven formal (1958, Simone de Beauvoir)
- La Plenitud de la Vida (1960, Simone de Beauvoir)
- El Tercer Hombre (1950, Graham Greene)

## Guiones cinematográficos
- Bodas de cristal (1975)

## Biografías
- Cristina Mucci, La gran burguesa, parte de una trilogía dedicada a las tres novelistas: Marta Lynch, Beatriz Guido y ella.
- María Cristina González López, Visión sociopolítica en la novelística de Silvina Bullrich, Madrid, 2002.